# Korla Pandit
| Korla Pandit                              | Korla Pandit                              |
| Kattints az alábbi külső linkek egyikére! | Kattints az alábbi külső linkek egyikére! |
| ----------------------------------------- | ----------------------------------------- |
| Nem található szabad kép.(?)              |                                           |
| külső link · jogvédett                    | Korla Pandit                              |

Korla Pandit (Saint Louis, 1921. szeptember 16. – Petaluma, 1998. október 2.) amerikai zeneszerző, zongorista, orgonista.  
Indiainak adta ki magát, valójában afroamerikai volt. Valódi származásával kizárt volt egy 1921-ben született afroamerikai embennek koncertpódiumra jutnia – miközben az indiaiakért azokban az időkben az amerikaiak rajongtak.
Az 1940-es évek végétől megjelent a médiában is. Valódi származására csak halála után – amit egy barátja tett közzé – derült fény.

## Pályakép
Előkelő idegenként érkezett a tősgyökeresen rasszista Mobile nevű alabamai városba. Roppant elegánsan nézett ki. Mesebeli maharadzsának látták hosszú bársonyköpenyében, a fején turbánnal, soha nem hallott akcentusával. „Az ellenséges vonalak mögé dobott ejtőernyősnek érezte magát”.
Valójában egyszerű amerikai néger volt, Jesse Routté-nak hívták, és lutheránus lelkipásztor volt. Az illinois-i Svéd Lutheránus Egyetemen tanult, ahol ő volt az egyetlen afroamerikai diák. A zenei tehetségével hamar feltűnt. Amíg még nem változott Korla Pandittá, latin dzsesszt játszott Juan Rolando álnéven.
Korla Pandit a 40-es, 50-es évek amerikai szórakoztatóiparának az egyik legnépszerűbb alakja lett, egyike az első igazi tévésztároknak. Kizárólag magasra tornyozott, csillogó gyöngyökkel díszített turbánban jelent meg. A zenész igazi  showman volt. Hastáncosnők vették körül, füstfelhőbe burkolva játszott Hammond-orgonáján keleties zenét.
Figyelemre méltó barátokat szerzett, köztük Errol Flynn színészt, Bob Hope-ot, Sabu Dastagirt , aki az Elefántfiú (1937) dokumentumfilm és A Bagdadi tolvaj (1940) című játékfilmben lett világsztár.
A közönség imádta.

## Lemezek
- 1958: Music of the Exotic East
- 1959: Latin Holiday
- 1996: Exotica 2000
- 2007: Merry Xmas
- 1951: Merry Christmas
- 1951: Korla Pandit's Musical Gems

## Filmek

### Színészként
Something to Live For (1952)
- Which Way Is Up? (1977)
- Ed Wood (1994)

### Önmaga
- Adventures in Music (tévésorozat) (1948)
- All Star Revue (tévésorozat) (1952)
- A Celebration of Los Angeles Television (tévéfilm) (1986)
- Korla (dokumentumfilm) (2015)

### Szereplő
- Ed Wood (1994)

### Zeneszerző
- Adventures in Music (tévésorozat) (1948)
- Time for Beany (tévésorozat) (1951)